# Zeitlücke
Zeitlücke ist ein Fachbegriff der Verkehrstechnik und bezeichnet die Zeitspanne, in der zwei aufeinander folgende Fahrzeuge einen bestimmten Punkt passieren. Messpunkte am Fahrzeug sind entweder die Vorder- oder Rückseite.
Messwerte für die jeweiligen Zeitspannen erhält man durch Lichtschranken, Induktionsschleifen oder Videoerfassung. Etwas ungenauer ist die Zeitmessung mit der Stoppuhr, sie kann aber unabhängig von aufwendiger Technik verwendet werden.
In der Verkehrstechnik werden Zeitlücken benötigt, um auf die Verkehrsstärke (Fahrzeuge pro Stunde) und die Verkehrsdichte (Fahrzeuge pro Kilometer) eines Straßenabschnitts zu schließen. Man unterscheidet die Begriffe Nettozeitlücke und Bruttozeitlücke.

## Nettozeitlücke
Die Nettozeitlücke umfasst den zeitlichen Abstand zwischen der Rückseite eines voranfahrenden Fahrzeuges und der Vorderseite eines nachfolgenden Fahrzeuges.

## Bruttozeitlücke
Die Bruttozeitlücke umfasst den zeitlichen Abstand zwischen der Vorderseite eines voranfahrenden Fahrzeuges und der Vorderseite eines nachfolgenden Fahrzeuges. Die Bruttozeitlücke ist also die Nettozeitlücke plus die der Länge des voranfahrenden Fahrzeuges entsprechenden Zeit.

## Weglücke
Die Weglücke umfasst den räumlichen Abstand zwischen zwei aufeinander folgenden Fahrzeugen. Ähnlich wie bei der Zeitlücke wird auch bei der Weglücke zwischen Brutto- und Nettoraumlücke unterschieden. Bei der Nettoraumlücke (Nettoweglücke) wird der räumliche Abstand zwischen der Rückseite eines voranfahrenden Fahrzeuges und der Vorderseite eines nachfolgenden Fahrzeuges gemessen. Die Bruttoraumlücke (Bruttoweglücke) umfasst den räumlichen Abstand zwischen der Vorderseite eines voranfahrenden Fahrzeuges und der Vorderseite eines nachfolgenden Fahrzeuges.
Die Bruttoweglücke zwischen aufeinander folgenden Fahrzeugen einer Fahrzeugkolonne wird als Folgewegabstand (Folgeweglücke) bezeichnet.